# Ottmar Kohler
Ottmar Kohler (* 19. Juni 1908 in Gummersbach; † 27. Juli 1979 in Idar-Oberstein) war ein deutscher Chirurg, der durch den gleichnamigen Roman von Heinz G. Konsalik als Arzt von Stalingrad bekannt wurde.

## Familie und Herkunft
Kohlers Familie stammt aus Ostpreußen, wo – in Jedwabno – Kohlers Vater als Arzt tätig war. Auch Kohlers Mutter entstammte einer Ärztefamilie, und zwar aus Gummersbach. Kurz vor Kohlers Geburt starb der Vater, weshalb die schwangere Witwe mit zwei Kindern zu ihrer Familie nach Gummersbach zurückkehrte.

## Ausbildung
Nachdem Kohler das Abitur an der Oberrealschule Gummersbach erhalten hatte, begann er ein Studium der Medizin an den Universitäten zu Köln, Wien und Rostock. Während seines Studiums wurde er 1928 Mitglied der Burschenschaft Cimbria München. Im Wintersemester 1932/33 beendete er sein Studium als Jahrgangsbester von 75 Studenten. Zum 1. Mai 1933 trat er der NSDAP bei (Mitgliedsnummer 2.048.494).
1934 begann er eine Ausbildung zum Chirurg als Assistenzarzt am Krankenhaus Köln-Mülheim, die er 1938 beendete. Als fertiger Chirurg wollte er im Sommer 1939 freiwillig eine lediglich sechswöchige Übung beim in Marienburg stationierten Infanterie-Regiment 45 der 21. Infanterie-Division anschließen.

## Schlacht um Stalingrad
Mit Beginn des Zweiten Weltkriegs am 1. September 1939 wurde er sogleich zum Kriegseinsatz bei der 60. Infanterie-Division (mot.) eingezogen. Sie nahm an den Feldzügen in Frankreich, dem Balkan und Russland teil. Im Herbst 1942 näherte sich diese Division der russischen Stadt Stalingrad. Dort setzte im September die Schlacht von Stalingrad ein, in der er als Stabsarzt seinen Dienst leistete.
Noch im Dezember erhielt Kohler Fronturlaub, um sich von einem Motorradunfall zu erholen. Obwohl sich die Schlacht bereits zu einer Kesselschlacht entwickelt hatte, flog Kohler zurück nach Stalingrad, ohne sich um eine Urlaubsverlängerung zu bemühen. Nach der Kapitulation der 6. Armee am 2. Februar 1943 ging er in Gefangenschaft.

## Kriegsgefangenschaft in der Sowjetunion
Kohler war in insgesamt 13 sowjetischen Kriegsgefangenenlagern, beginnend in Dubowka, rund 50 Kilometer nördlich von Stalingrad, interniert. Dort arbeitete er weiter als Arzt, ohne auf chirurgische Instrumente zurückgreifen zu können. Stattdessen funktionierten er und seine Mitgefangenen krummgebogene Pfeifenreiniger, Nähnadeln, Fahrradspeichen, Hufeisen, Rasierspiegel und Taschenmesser um, um schwere Operationen zu handhaben. Beispielsweise gelang ihm eine Oberarm-Amputation mit einer geborgten Eisensäge und eine Schädeloperation mit Bohrer und Meißel aus einer Lagerschreinerei. Nach jedem Lagerwechsel musste die medizinische Versorgung gänzlich neu aufgebaut werden.
Sich schnell ausbreitende Krankheiten wie Ruhr, Geschwüre, Erfrierungen, Brand behandelte Kohler mit Medikamenten, bei deren Herstellung er sich auf die mittelalterliche Medizin und die Naturheilkunde stützte. Neben Mitgefangenen, bei denen er sich den Beinamen „Engel von Stalingrad“ erwarb, behandelte er auch russische Offiziere, Soldaten und die Zivilbevölkerung.
Im Herbst 1949 wurde Kohler einem Kriegsgefangenentransport zugeteilt, für den er die sanitäre Versorgung zu organisieren hatte. Jedoch wurde er mit der Behauptung, abfällige Bemerkungen über die Oktoberrevolution gemacht zu haben, vor Gericht gestellt und nach fünfminütiger Verhandlung zu zehn Jahren Zwangsarbeit verurteilt. Nach fünf Monaten Haft wurde Kohler in einem Stalingrader Krankenhaus eingesetzt.

## Rückkehr nach Deutschland
Kohler kehrte nach fast elfjähriger Gefangenschaft am 1. Januar 1954 mit einem der letzten Kriegsgefangenentransporte zurück nach Deutschland. Dort waren seine Taten in Stalingrad und den sowjetischen Lagern bereits derart bekannt, dass Kohler als Volksheld gefeiert wurde: Im Grenzdurchgangslager Friedland, der zentralen Aufnahmestelle für alle Heimkehrer nach Westdeutschland, wurde er von Bundeskanzler Konrad Adenauer begrüßt.
Ab 1954 arbeitete Kohler als Oberarzt an der 2. Chirurgischen Universitätsklinik in Köln und dann von 1957 bis 1973 als ärztlicher Direktor am Städtischen Krankenhaus in Idar-Oberstein.
Kohler beteuerte viele Male, dass er nie der Held sein wollte, als der er in der Öffentlichkeit dargestellt wurde. Am 27. Juli 1979 verstarb er in Idar-Oberstein. Er wurde in seiner Heimatstadt Gummersbach beigesetzt.
Sein Nachlass, 278 Mappen mit Unterlagen zum Kampf um Stalingrad und Fotos, wird seit 1979 im Landeshauptarchiv Koblenz unter der Signatur „700,184“ aufbewahrt.

## Ehrungen
- 1954 Verdienstkreuz des Bundesverdienstordens[1]
- 1954 Paracelsus-Medaille der Deutschen Ärzteschaft
- 1978 Hartmann-Thieding-Plakette des Hartmannbundes, dem Verband der Ärzte Deutschlands

In Idar-Oberstein wurde die Straße zum Klinikum der Stadt nach Kohler benannt. An den Straßenschildern hängen zudem Hinweise auf sein Wirken in Idar-Oberstein. Auch in seinem Geburtsort Gummersbach wurde eine Straße nach ihm benannt.

## Roman- und Filmheld
Der Schriftsteller Heinz G. Konsalik verarbeitete die Berichte über Kohler in seinen beiden Romanen „Der Arzt von Stalingrad“ und „Das Herz der 6. Armee“.
„Der Arzt von Stalingrad“ wurde seit 1956 in 17 Sprachen übersetzt und erreichte eine Auflage von mehr als zweieinhalb Millionen Exemplaren. Der Roman wurde schließlich 1958 unter gleichnamigem Titel verfilmt, mit O. E. Hasse als Stabsarzt, Eva Bartok als russische Ärztin und dem jungen Mario Adorf als Sanitäter. Da Kohler den Rummel um seine Person scheute, erscheint er in Buch und Film als Dr. Böhler. Buch und Film spielen allerdings in den Gefangenenlagern um Stalingrad herum, nicht in der Stadt selbst.